# Sapad

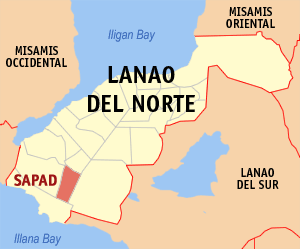
Bản đồ Lanao del Norte với vị trí của Sapad

Sapad là một đô thị hạng 5 ở tỉnh Lanao del Norte, Philippines. Theo điều tra dân số năm 2007, đô thị này có dân số 17.191 người.

## Các đơn vị hành chính
Sapad được chia ra 17 barangay.
| - Baning - Buriasan - Dansalan - Gamal - Inudaran I - Inudaran II - Karkum - Katipunan - Mabugnao | - Maito Salug - Mala Salug - Mama-anon - Mapurog - Pancilan - Panoloon - Pili - Lower Sapad |